# 구본영 (배우)
구본영(1974년 7월 24일~)은 대한민국의 배우이다. 1997년 KBS 19기 슈퍼 탤런트로 데뷔하였다.

## 학력
- 명지대학교 연극영화학과 학사
- 고려대학교 언론대학원 언론학 석사

## 연기 활동

### 드라마
- 1994년 SBS 일요아침드라마 《까치네》
- 1997년 KBS1 일일연속극 《정 때문에》
- 1997년 KBS2 청소년드라마 《스타트》 … 송미진 역
- 1997년 KBS1 TV소설 《모정의 강》
- 1997년 KBS2 주말연속극 《웨딩드레스》
- 1997년 KBS2 수목드라마 《완벽한 남자를 만나는 방법》
- 1998년 KBS2 미니시리즈 《킬리만자로의 표범》 … 박수진 역
- 1998년 KBS1 TV소설 《은아의 뜰》
- 1999년 MBC 일일시트콤 《남자 셋 여자 셋》 … 강유정 역
- 2000년 MBC 주간시트콤 《세 친구》 … 김은주 역
- 2000년 KBS2 토요시트콤 《반쪽이네》

### 영화
- 2000년 《미인》
- 2001년 《그녀에게 잠들다》 … 한지혜 역